# Juan de Canaveris
Juan Antonio Domingo Jugluns de Canaveris (1748-1822) fue un notario italiano que se desempeñó como portero del Tribunal de Cuentas en la Ciudad de Buenos Aires durante el Virreinato del Río de la Plata.

## Biografía

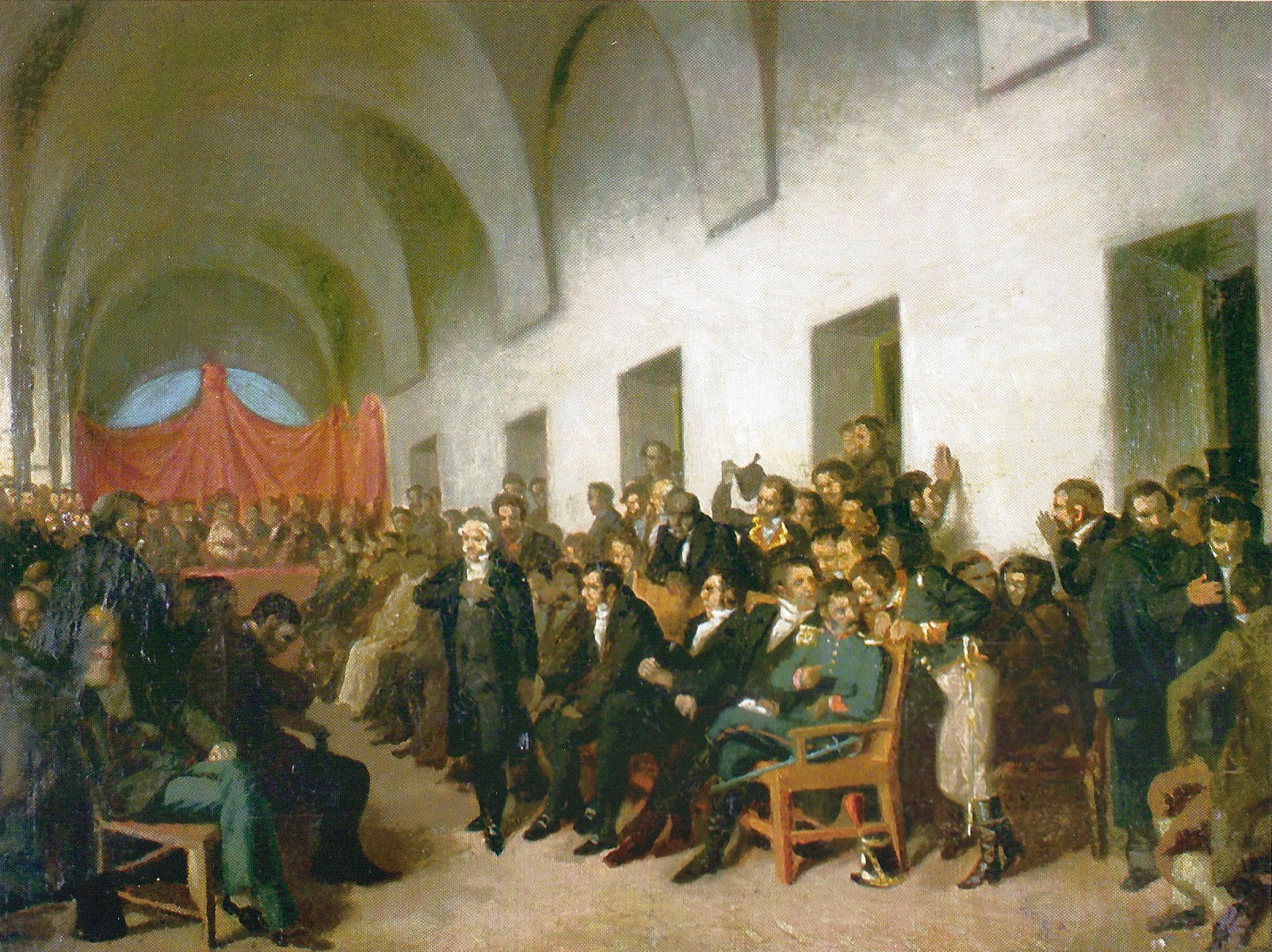
Cabildo Abierto (1810)

Nacido en 1748 en Saluzzo, Piamonte, Reino de Cerdeña, hijo de Gabriel Antonio Canaveri y Margarita Juglun, pertenecientes a una distinguida familia de origen franco-italiano, oriunda de Verzuolo en la Provincia de Cuneo; probablemente relacionados con los Brigades que sirvieron durante los siglos XVI al XVIII en Flandes, Saboya, Francia y España.
Juan Canaveris arribó al puerto de Buenos Aires alrededor del año 1770, y al poco tiempo contrajo matrimonio con doña Bernarda Catalina de Esparza hija de Juan Miguel de Esparza y María Eugenia Sánchez Galianos. Canaveris fue portero del Tribunal de Cuentas entre 1777 y 1786 y volvió a ocupar ese puesto por poco tiempo en 1806/07. En 1795 fue nombrado apoderado del protector de naturales y caciques del pueblo de San Pablo de Capinota, en Bolivia. En 1796 fue apoderado de Francisco Antonio Maciel para recabar la aprobación del Diocesano en la construcción de un Hospital público en Montevideo. En 1798 debido a la invalidación de las elecciones llevadas a cabo los delegados del Cabildo de Santiago del Estero, nombraron a Juan de Canaveris apoderado del Cabildo para su defensa. Canaveris participó junto a sus hijos en la Defensa de Buenos Aires durante las Invasiones Inglesas de 1806 y 1807. En 1810 Canaveris fue uno de los vecinos que asistieron al Cabildo abierto durante la semana de mayo de ese año, Canaveris votó a favor de la destitución del Virrey Baltasar Hidalgo de Cisneros.
Juan Canaveris trabó amistad con importantes políticos de la época como Miguel de Azcuénaga y Domingo Matheu padrino de varios de sus nietos.
Desde 1815 algunos de sus hijos modificaron su apellido como Canavery, una versión inglesa o francesa de su apellido original. En los registros parroquiales y de libros, fueron citados como Jugluns de Canaverijs, Canaveris, Canabery y Canaberis.